# Sarah Bernhardt (Lucky Luke)

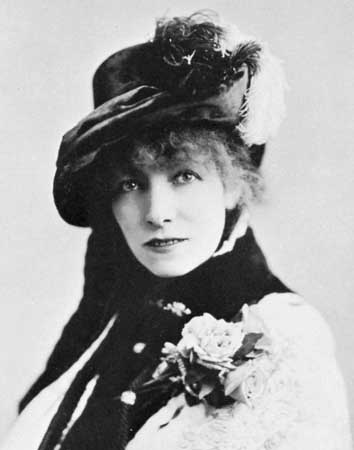
Sarah Bernhardt vers 1880, cliché de Napoléon Sarony.

Pour l’article homonyme, voir Sarah Bernhardt.
Ne doit pas être confondu avec Sandra Bernhard ou Sarah Bertrand.
Sarah Bernhardt est la quatre-vingt-sixième histoire et le cinquantième album de la série Lucky Luke par Morris, Xavier Fauche et Jean Léturgie. Elle est publiée en album en 1982 aux éditions Dargaud comme no 19.

## Résumé
Sarah Bernhardt fait une tournée aux États-Unis. Lucky Luke est chargé de la protéger contre la Ligue pour la vertu, et surtout contre la femme du président Hayes.

## Personnages
- Lucky Luke
- Jolly Jumper
- Sarah Bernhardt : comédienne française de théâtre protégée par Lucky luke au cours de sa tournée dans tout le pays. À plusieurs reprises, Sarah récite le poème de Sully Prudhomme, Le vase brisé.
- Willam Perret : impresario bavard et dévoué de Sarah Bernhardt.
- Honey : antagoniste de l'histoire sous l'identité de  George, il s'agit en réalité de l'épouse du président des États-Unis. Elle déteste Sarah Bernhardt qu'elle traite de courtisane et cherche a faire échouer sa tournée par tous les moyens.

## Publication

### Album
- Éditions Dargaud, no 19, 1982.

## Adaptations
Sous le titre Prima Donna, cet album a été adapté dans la série animée Lucky Luke, diffusée pour la première fois en 1991, sauf qu'il s'agit ici non pas d'une comédienne, mais d'une chanteuse d'opéra, qui chante l'air de Carmen (L'amour est enfant de Bohême, il n'a jamais jamais connu de loi).
Dans le film Lucky Luke (2009) de James Huth, Billy the Kid fait référence à Sarah Bernhardt.